# Liste der Illustrationen von Regina Kehn
Nachfolgend sind die von Regina Kehn illustrierten Buchtitel gelistet.

## Bilderbücher (Text u. Illustrationen)
- Mein Leben ist schön. Klett Kinderbuch Verlag, 2011. ISBN 978-3-941-41134-0

## Herausgeberschaft + Illustrationen
- Das literarische Kaleidoskop. Anthologie. Fischer, 2013. ISBN 978-3-596-85618-3

## Kinder- und Jugendbuchillustrationen

### Bilderbücher
- Christa Zeuch: Halt den Schnabel, böser Wolf. Gedichte. Arena, 1990
- Jo Pestum: Die wilden Acht. Thienemann Verlag, 1993. ISBN 978-3-522-43139-2
- Jo Pestum: Ring frei für die wilden Acht. Thienemann Verlag, 1994. ISBN 978-3-522-43164-4
- E.T.A. Hoffmann: Nussknacker und Mausekönig. Thienemann Verlag, 2006. ISBN 978-3-522-43531-4
- Ali Baba und die vierzig Räuber. Kinderoper von Taner Akyol nach dem Libretto von Cetin Ipekkaya und Marietta Rohrer-Ipekkaya. Verlagshaus Jacoby & Stuart, 2012. ISBN 978-3-941787-90-2
- Ali Baba und die 40 Räuber. Verlagshaus Jacoby & Stuart, 2015. ISBN 978-3-942787-57-4

### Erstlesebücher
- Martin Klein: Känguru: Erste Geschichten zum Selberlesen: Kleine Sportgeschichten. Ars Edition, 1999. ISBN 978-3-760-73789-8

### Sachbücher
- Kirsten Boie: Warum wir im Sommer Mückenstiche kriegen, die Schnecken unseren Salat fressen und es den Regenbogen gibt. Jumbo, 2015. ISBN 978-3-8337-3381-9
- Nils Jockel: Engel und anderes Geflügel 10 – Ein Adventskalender mit einer Weihnachtskrippe zum Selberbasteln und mit einer Weihnachtsgeschichte. Rowohlt Taschenbuch Verlag, 2003. ISBN 978-3-499-21262-8

### Romane / Erzählungen
- Michael Ende: Der satanarchäolügenialkohöllische Wunschpunsch. Thienemann Verlag, 1989. ISBN 978-3-522-16610-2
- Jo Pestum: Sieben Räuber und ein Hund. Thienemann Verlag, 1990. ISBN 978-3-522-14900-6
- Martin Klein: Lene und die Pappelplatztiger. Elefanten Press, 1990. ISBN 3-88520-326-X
- Martin Klein: Lene gegen die Kornfeldkobras. Elefanten Press, 1991. ISBN 3-88520-404-5
- Achim Bröger: Schulgespenster. Thienemann Verlag, 1991. ISBN 978-3-522-16801-4
- Michael Ende: Der lange Weg nach Santa Cruz. Thienemann Verlag, 1992. ISBN 978-3-522-16809-0
- Klaus Waller: Das große Buch der Tiergeschichten. Bertelsmann Verlag, 1992.
- Irina Korschunow: Benni und die Mumpshexe. Arena Verlag, 1994. ISBN 978-3-401-04495-8
- Cornelia Funke: Als der Weihnachtsmann vom Himmel fiel. Dressler Verlag, 2001. ISBN 978-3-791-50461-2
- Eva Ibbotson: Das Geheimnis der verborgenen Insel. Dressler Verlag, 2001. ISBN 978-3-791-51007-1
- Helmut Sakowski: Raoul Habenicht gegen den Rest der Welt. Thienemann Verlag, 2001. ISBN 978-3-522-17403-9
- Christine Knödler: Weihnachtsalarm: Noch 15 Geschichten bis zum Fest. Carlsen Verlag, 2002. ISBN 978-3-551-35223-1
- Marie-Aude Murail: Von wegen, Elfen gibt es nicht!. Fischer Schatzinsel Verlag, 2002. ISBN 978-3-596-85120-1
- Eva Ibbotson: Das Geheimnis der siebten Hexe. Dressler Verlag, 2002. ISBN 978-3-791-51008-8
- Debi Gliori: Voll fies verzaubert. Dressler Verlag, 2002. ISBN 978-3-791-50739-2
- Debi Gliori: Wild wüst weitergezaubert. Dressler Verlag, 2003. ISBN 978-3-791-50740-8
- Christian Tielmann: Verflixt und zugeschneit! Eine total verrückte Weihnachtsgeschichte. Carlsen Verlag, 2003. ISBN 978-3-551-35325-2
- Regina Rusch: Die paar Kröten!. cbj Verlag, 2003. ISBN 978-3-570-12763-6
- Otfried Preußler: Herr Klingsor konnte ein bisschen zaubern. Carlsen Verlag, 2004. ISBN 978-3-551-35358-0
- Debi Gliori: Locker lässig losgezaubert. Dressler Verlag, 2004. ISBN 978-3-791-50741-5
- Justin D’Ath: Das Mädchen mit den magnetischen Fingern. Deutscher Taschenbuch Verlag, 2005. ISBN 978-3-423-70939-2
- Eva Ibbotson: Das Geheimnis des wandernden Schlosses. Dressler Verlag, 2005. ISBN 978-3-423-71312-2
- Patricia Schröder: Verflixt, verliebt, verwandelt. cbj Verlag, 2005. ISBN 978-3-570-12940-1
- Christian Tielmann: Kommissar Niklas und die Schlittenschieberbande. Carlsen Verlag, 2005. ISBN 978-3-551-35475-4
- Blue Balliett: Das Schattenhaus. Fischer Schatzinsel Verlag, 2006. ISBN 978-3-596-85224-6
- Betty Hicks: Der Sommer, in dem meine Sonnenblume gekillt wurde. Dressler Verlag, 2006. ISBN 978-3-791-50811-5
- Beate Dölling: Anpfiff für Ella. Deutscher Taschenbuch Verlag, 2006. ISBN 978-3-423-71154-8
- Eva Ibbotson: Das Geheimnis der Geister von Craggyford. Deutscher Taschenbuch Verlag, 2007. ISBN 978-3-423-71223-1
- Blue Balliett: Das Pentomino-Orakel. Fischer Schatzinsel Verlag, 2008. ISBN 978-3-596-80607-2
- Eva Ibbotson: Das Geheimnis der schottischen Füße. Dressler Verlag, 2008. ISBN 978-3-791-51012-5
- Cornelia Funke: Wo das Glück wächst. Fischer Schatzinsel Verlag, 2008. ISBN 978-3-596-85225-3
- Michael Ende: Die Zauberschule und andere Geschichten. Thienemann Verlag, 2008. ISBN 978-3-522-17976-8
- Phyllis Reynolds-Naylor: Roxy rennt!. Deutscher Taschenbuch Verlag 2008. ISBN 978-3-423-71307-8
- Beate Dölling: Wild auf Fußball. Deutscher Taschenbuch Verlag, 2010. ISBN 978-3-423-71417-4
- Nina Petrick: Anna, Max und das Schneewunder. Tulipan Verlag, 2010. ISBN 978-3-939-94458-4
- Blue Balliett: Das Labyrinth der Wünsche. Fischer Schatzinsel Verlag, 2010. ISBN 978-3-596-85392-2
- Richard Scrimger: Mit Charlys Augen. Urachhaus, 2010. ISBN 978-3-825-17745-4
- Patricia Schröder: Erdbeereis & Sahnekuss: Zwei Mädchen-Sommer-Geschichten. cbj Verlag, 2011. ISBN 978-3-570-22264-5
- Eva Ibbotson: Das Geheimnis der sprechenden Tiere. Dressler Verlag, 2011. ISBN 978-3-791-51015-6
- Polly Horvath: Unser Haus am Meer. Bloomsbury Kinderbücher & Jugendbücher, 2011. ISBN 978-3-827-05381-7
- Silke Lambeck: Das Weihnachtsmann-Projekt. Berlin Verlag, 2011. ISBN 978-3-827-05477-7
- Angie Westhoff: Die Nachtflüsterin. Klopp Verlag, 2011. ISBN 978-3-781-72355-9
- Ulrike Rylance: Frieda aus der Flasche. Verlagshaus Jacoby & Stuart, 2012. ISBN 978-3-941787-69-8
- Christian Thielmann: Schnappt die Schlittendiebe!. Ravensburger, 2013. ISBN 978-3-473-52503-4
- Grit Poppe: Monty Vampir – Gefahr bei Vollmond. Deutscher Taschenbuch Verlag, 2013. ISBN 978-3-423-76084-3
- Sylvia Heinlein: Mission Unterhose. Tulipan, 2013. ISBN 978-3-86429-113-5
- Kirsten Boie: Es gibt Dinge, die kann man nicht erzählen. Oetinger Taschenbuch, 2013. ISBN 978-3-7891-2019-0
- Nicola Huppertz: Die unglaubliche Geschichte von Wenzel, dem Räuber Kawinski, Strupp und dem Suseldrusel. Mixtvision, 2014. ISBN 978-3-551-55099-6
- Anna Woltz: Meine wunderbar seltsame Woche mit Tess. Carlsen, 2015. ISBN 978-3-551-55099-6
- Matthias Morgenroth: Freunde der Nacht. Deutscher Taschenbuch Verlag, 2015. ISBN 978-3-423-76116-1
- Kirsten Boie: Der Junge, der Gedanken lesen konnte. Oetinger Taschenbuch, 2015. ISBN 978-3-8415-0347-3

### Serien
4 1/2 Freunde von Joachim Friedrich
- 4 1/2 Freunde. Thienemann Verlag, 1992. ISBN 978-3-522-16826-7
- 4 1/2 Freunde und die verschwundene Biolehrerin. Thienemann Verlag, 1994. ISBN 978-3-522-16873-1
- 4 1/2 Freunde und die Weihnachtsmann-Connection. Thienemann Verlag, 1995. ISBN 978-3-522-16923-3
- 4 1/2 Freunde und der rätselhafte Lehrerschwund. Thienemann Verlag, 1996. ISBN 978-3-522-16963-9
- 4 1/2 Freunde und die wachsamen Gartenzwerge. Thienemann Verlag, 1998. ISBN 978-3-522-17119-9
- 4 1/2 Freunde und das Geheimnis der siebten Gurke. Thienemann Verlag, 1999. ISBN 978-3-522-17192-2
- 4 1/2 Freunde und der Schrei aus dem Lehrerzimmer. Thienemann Verlag, 1999. ISBN 978-3-522-17301-8
- 4 1/2 Freunde und das Krokodil im Internet. Thienemann Verlag, 2000. ISBN 978-3-522-17331-5
- 4 1/2 Freunde und die Fahndung nach dem Schuldirektor. Thienemann Verlag, 2001. ISBN 978-3-522-17444-2
- 4 1/2 Freunde und die wilde Jagd im Kaufhaus. Thienemann Verlag, 2001. ISBN 978-3-551-35574-4
- 4 1/2 Freunde und der verschwundene Diamantenmops. Thienemann Verlag, 2002. ISBN 978-3-522-175142
- 4 1/2 Freunde und der Schulfest-Skandal. Thienemann Verlag, 2003. ISBN 978-3-522-17589-0
- 4 1/2 Freunde und die verhängnisvolle Kniebeuge. Thienemann Verlag, 2004. ISBN 978-3-522-17667-5
- 4 1/2 Freunde und die Spur der stinkenden Socke. Thienemann Verlag, 2005. ISBN 978-3-522-17743-6
- 4 1/2 Freunde und die Badehose des Mathelehrers. Thienemann Verlag, 2007. ISBN 978-3-522-17885-3
- 4 1/2 Freunde und das bellende Klassenzimmer. Thienemann Verlag, 2008. ISBN 978-3-522-18092-4
- 4 1/2 Freunde EXTRA – Kommando: Rettet die Wurst. Thienemann Verlag, 2009. ISBN 978-3-522-18175-4
- 4 1/2 Freunde und der Engel in Strumpfhosen. Thienemann Verlag, 2010. ISBN 978-3-522-18237-9
- 4 1/2 Freunde und die Windel des Grauens. Thienemann Verlag, 2010. ISBN 978-3-522-18217-1
- 4 1/2 Freunde und der Schatz im Schulklo. Thienemann Verlag, 2011. ISBN 978-3-522-18288-1

Ein Dschinn für alle Fälle von Thomas Christos
- Panik in New York. Fischer Schatzinsel Verlag, 2007. ISBN 978-3-596-85263-5
- Das Geheimnis der Pyramide. Fischer Schatzinsel Verlag, 2008. ISBN 978-3-596-85295-6

Charlie Bone von Jenny Nimmo
- Charlie Bone und das Geheimnis der sprechenden Bilder. Ravensburger Buchverlag, 2003. ISBN 978-3-473-34427-7
- Charlie Bone und die magische Zeitkugel. Ravensburger Buchverlag, 2004. ISBN 978-3-473-34443-7
- Charlie Bone und das Geheimnis der blauen Schlange. Ravensburger Buchverlag, 2005. ISBN 978-3-473-34470-3
- Charlie Bone und das Schloss der tausend Spiegel. Ravensburger Buchverlag, 2006. ISBN 978-3-473-34476-5
- Charlie Bone und der Rote König. Ravensburger Buchverlag, 2006. ISBN 978-3-473-34484-0
- Charlie Bone und das magische Schwert. Ravensburger Buchverlag, 2008. ISBN 978-3-473-34723-0
- Charlie Bone und der Schattenlord. Ravensburger Buchverlag, 2009. ISBN 978-3-473-34967-8
- Charlie Bone und der scharlachrote Ritter. Ravensburger Buchverlag, 2010. ISBN 978-3-473-34784-1

Die silberne Spinne von Jenny Nimmo
- Die silberne Spinne. Ravensburger Verlag, 2007. ISBN 978-3-473-34712-4
- Der silberne Mond. Ravensburger Verlag, 2008. ISBN 978-3-473-34737-7
- Der silberne Prinz. Ravensburger Verlag, 2009. ISBN 978-3-473-34796-4

Konrad, Krax... von Salah Naoura
- Konrad, Krax und das Zeichen der Zebrafrösche. Tulipan Verlag, 2008. ISBN 978-3-939-94409-6
- Konrad, Krax und die telepathischen Tauben. Tulipan Verlag, 2008. ISBN 978-3-939-94415-7
- Konrad, Krax und das Geheimnis von Mrs. Stone. Oetinger Taschenbuch, 2013. ISBN 978-3-8415-0240-7

Pippa, die Elfe Emilia und... von Barbara van den Speulhof
- Pippa, die Elfe Emilia und die Käsekuchenschlacht. Fischer, 2013. ISBN 978-3-596-85539-1
- Pippa, die Elfe Emilia und die Katze Zimtundzucker. Fischer, 2014. ISBN 978-3-596-81098-7
- Pippa, die Elfe Emilia und das Heißundeisland. Fischer, 2014. ISBN 978-3-596-85637-4

Wir Kinder aus der Brunnenstraße von Simone Klages
- Ein Fall für Nummer 28. Deutscher Taschenbuch Verein, 2009. ISBN 978-3-423-71340-5
- Nummer 28 greift ein. Deutscher Taschenbuch Verein, 2009. ISBN 978-3-423-71359-7
- Notruf für Nummer 28. Deutscher Taschenbuch Verein, 2011. ISBN 978-3-423-71442-6